# Marcel Jules Edouard Golay
Marcel Jules Edouard Golay, švicarsko-ameriški matematik, fizik, elektroinženir, računalnikar (informatik) in izumitelj, * 3. maj 1902, Neuchâtel, Švica, † 27. april 1989, La Conversion, Švica.
Golay je bil pionir na področju teorije informacij in informacijske tehnologije. Bolj kot na matematičen način je razmišljal na fizikalen način, in je rabil matematiko bolj kot jezik pri izražanju svojega odličnega razumevanja stvari in ne le za dognanje njihove veljavnosti. S pomočjo matematike je reševal stvarne probleme na področju vojaštva in industrije.

## Življenje in delo
Študiral je elektrotehniko na Švicarski državni tehniški visoki šoli (ETH) v Zürichu kjer je diplomiral leta 1924. Istega leta se je zaposlil v Bellovih laboratorijih v zvezni državi New York. Leta 1928 je začel študirati na Oddelku za fiziko Univerze v Chicagu kjer je doktoriral leta 1931. Pridružil se je laboratorijem Komunikacijskega korpusa ameriške kopenske vojske v Okrožju Monmouth, New Jersey in je sčasoma postal eden od njegovih vodilnih znanstvenikov. Leta 1955 je postal svetovalec za teorije omrežij in informacij pri Philco Corporation v Filadelfiji, Pensilvanija in za inštrumentacijsko opremo v Perkin-Elmer Corporation v Norwalku, Connecticut. V letih 1962 in 1963 je bil profesor na Tehniški univerzi v Eindhovnu. Od leta 1963 do smrti je bil raziskovalec v korporaciji Perkin-Elmer. 
Raziskoval je veliko problemov, od katerih so najpomembnejši s področja plinske kromatografije in optične spektroskopije.
Leta 1964 je skupaj s Savitzkyjem razvil vrsto elektronskega filtra, ki se imenuje po obeh avtorjih, Savitzky-Golayjev gladilni filter. Razvil je kodo FEC, pomembno v digitalnih komunikacijah in telekomnukacijah. Posplošil je popolne dvojiške Hammingove kode za nebinarne kode. Izumil je Golayjevo celico, vrsto infrardečega detektorja. Leta 1949 je uvedel komplementarna zaporedja. To so pari dvojiških zaporedij, katerih vsota avtokorelacijskih funkcij je za vse neničelne časovne spremembe enaka 0. Danes se uporabljajo v različnih standardih Wi-Fi in 3G.

## Izbrana dela
1. Golay, Marcel (1949). »Notes on Digital Coding«. Proc. IRE. Zv. 37. str. 657.
2. Golay, Marcel (1961). »Complementary series«. IRE Transactions on Information Theory. Zv. 7, št. 2. str. 82–87.
3. Golay, Marcel (1977). »Sieves for Low Autocorrelation Binary Sequences«. IEEE Trans. Info. Theory. Zv. IT-23. str. 43–51.
4. Golay, Marcel (1988). »Preparative Capillary Chromatography - A Proposal«. Journal of High Resolution Chromatography & Chromatography Communications. Zv. 11. str. 6–8.

## Priznanja

### Poimenovanja
Po njem se imenuje asteroid 3329 Golay.